# Akademia Nauk Społecznych i Medycznych w Lublinie – Akademia Nauk Stosowanych
Akademia Nauk Społecznych i Medycznych w Lublinie – Akademia Nauk Stosowanych (ANSIM) (dawniej – Wyższa Szkoła Nauk Społecznych z siedzibą w Lublinie (WSNS)) – polska uczelnia niepubliczna założona w 2001 roku w Lublinie wpisana przez Ministerstwo Nauki i Szkolnictwa Wyższego do rejestru uczelni niepublicznych 12 marca 2001 r. decyzją nr DSW-3-0145-61/TT/2001.

## Historia
Uczelnia została wpisana do rejestru uczelni niepublicznych w dniu 12 marca 2001 r. decyzją nr DSW-3-0145-61/TT/2001. Inicjatywę założenia tej lubelskiej uczelni podjęli Emilia i Adam Żerel, absolwenci Katolickiego Uniwersytetu Lubelskiego Jana Pawła II.
Działalność edukacyjną rozpoczęła w październiku 2001 r. kształcąc na kierunkach studiów:
- 2001– uprawnienia do kształcenia na studiach I stopnia (licencjackich) na specjalności doradztwo zawodowe
- 2004 – przyporządkowanie prowadzonej specjalności do kierunku studiów I stopnia (licencjackich) socjologia
- 2005 – uprawnienia do kształcenia na studiach I stopnia (licencjackich) na kierunku kosmetologia
- 2008 – uprawnienia do kształcenia na studiach I stopnia (licencjackich) na kierunku ratownictwo medyczne
- 2008 – uprawnienia do kształcenia na studiach I stopnia (licencjackich) na kierunku dietetyka
- 2008 – uprawnienia do kształcenia na studiach I stopnia (licencjackich) na kierunku techniki dentystyczne
- 2011 – uprawnienia do kształcenia na studiach I stopnia (licencjackich) na kierunku praca socjalna
- 2016 – uprawnienia do kształcenia na studiach I stopnia (licencjackich) na kierunku psychologia
- 2017 – uprawnienia do kształcenia na studiach I stopnia (licencjackich) na kierunku zarządzanie
- 2017 – uprawnienia do kształcenia na studiach II stopnia (magisterskich) na kierunku zarządzanie
- 2019 – uprawnienia do kształcenia na jednolitych 5 – letnich studiach magisterskich na kierunku psychologia

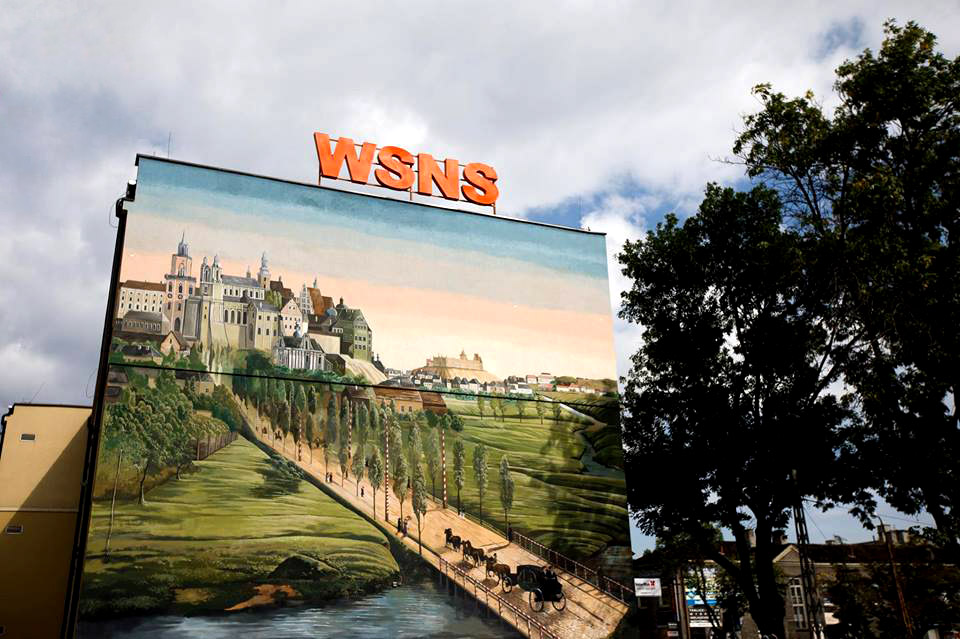
Mural WSNS Lublin

- 2019 – uprawnienia do kształcenia na studiach I stopnia (licencjackich) na kierunku pielęgniarstwo
- 2019 – uprawnienia do kształcenia na studiach II stopnia (magisterskich) na kierunku pielęgniarstwo
- 2019 – uprawnienia do kształcenia na studiach II stopnia (magisterskich) na kierunku kosmetologia
- 2019 – uprawnienia do kształcenia na jednolitych 5 – letnich studiach magisterskich na kierunku fizjoterapia

## Program dydaktyczny
Strategia Uczelni na lata 2016–2020 wyznacza główny następujący cel strategiczny – kształtowanie postaw osobowych i zawodowych studentów i pracowników, które realizowane jest poprzez takie wartości jak: Samopoznanie, Kreatywność, Miłość, Poświęcenie.
Kształcenie na wszystkich kierunkach jest ukierunkowane na wyposażenie studentów, m.in. w zdolność do poszanowania godności istoty ludzkiej, przestrzeganie jej autonomii, odpowiedzialności moralnej, gotowości niesienia pomocy i ofiarności w służbie społecznej dla idei sprawiedliwości, dobra i prawdy.
Nauczyciel akademicki, jako mistrz i dydaktyk poprzez swoją postawę naukową oraz moralną ma przekazywać studentom zamiłowanie do tych wartości, a WSNS jest ich strażnikiem. Szczególnie duży nacisk jest kładziony na konieczność utrzymania wysokich standardów etyki pracy zawodowej pracowników. Uczelnia w polityce jakości zakłada systematyczne wzbogacanie i doskonalenie obszaru realizowanej dydaktyki, dbanie o jak najwyższy poziom zajęć dydaktycznych poprzez wprowadzanie nowych metod kształcenia takich jak np.: metoda projektu indywidualnego oraz zespołowego pod kierunkiem opiekuna, metoda kształcenia rozwiązywania problemów. Realizacja polityki jakości kształcenia jest wspierana poprzez wewnętrzny system zapewniania jakości kształcenia. Szczególnej uwadze podlega dbałość o jakość prac dyplomowych, poprzez dobór wysoko kwalifikowanej kadry z dorobkiem naukowym i zawodowym (promotorów i recenzentów), wprowadzanie, właściwych procedur związanych z ich obroną i egzaminem dyplomowym.

## Kierunki studiów
- Studia I stopnia (licencjackie): socjologia, kosmetologia, ratownictwo medyczne, dietetyka, techniki dentystyczne, praca socjalna, psychologia, zarządzanie, pielęgniarstwo
- Studia II stopnia (magisterskie): zarządzanie, pielęgniarstwo, kosmetologia
- Studia jednolite magisterskie: psychologia, fizjoterapia
- Studia podyplomowe

## Władze uczelni
- Rektor: dr Emilia Żerel
- Prorektor: mgr Mirosław Bernat
- Kanclerz: Amadeusz Żerel
- Dziekan: dr Marlena Matysek – Nawrocka
- Dziekan: dr Maria Bernat

## Struktura organizacyjna
W uczelni działają dwa wydziały – Wydział Nauk Społecznych i Wydział Nauk Medycznych.

## Akredytacje
Uczelnia została pozytywnie oceniona przez Państwową Komisję Akredytacyjną w roku: 2006, 2008, 2010, 2013, 2014, 2019, 2020.

## Siedziba
Akademia Nauk Społecznych i Medycznych w Lublinie – Akademia Nauk Stosowanych dysponuje trzykondygnacyjnym budynkiem dydaktycznym o powierzchni ok. 3000 m² przy ul. Zamojskiego 47 w Lublinie. Budynek jest w pełni przystosowany do potrzeb osób niepełnosprawnych. Na infrastrukturę naukowo-dydaktyczną budynku składają się w szczególności: 10 sal dydaktycznych ćwiczeniowo-wykładowych – od 10 – 40 miejsc; pracownia komputerowa na 20 stanowisk ze stałymi łączami internetowymi; 7 pracowni specjalistycznych – anatomiczno-fizjologiczna, biochemiczna; kosmetologiczna, wizażu i stylizacji, manicure i pedicure oraz technik dentystycznych w technologii CAD/CAM firmy Zirkonzahn, dietetyki i ratownictwa medycznego; aula o powierzchni 300 m² dla 250 osób; 3 aule wykładowe – każda przewidziana na 100 osób; pomieszczenia dla władz, samorządu studenckiego, biblioteka z czytelnią.